# Lee Dorrian
Lee Dorrian (ur. 5 czerwca 1968 w Coventry) – angielski wokalista i autor tekstów, znany z występów w grupach muzycznych Napalm Death, Cathedral, Teeth of Lions Rule the Divine, With the Dead oraz Probot.

## Filmografia
- Over the Madness (2007, film dokumentalny, reżyseria: Diran Noubar)[4]